# Mouvement (- vor der Erstarrung)
Pour les articles homonymes, voir Mouvement.

Helmut Lachenmann

Mouvement (- vor der Erstarrung) est une œuvre pour ensemble composée par Helmut Lachenmann en 1982-1984.

## Histoire
Mouvement est une commande de l'Ensemble intercontemporain. Il est dédié à Péter Eötvös. Entre parenthèses, des mots en allemand qui veulent dire « avant la rigidité » s'accordent avec le propos de l'œuvre :

« Mouvement (– vor der Erstarrung) évoque les derniers mouvements réflexes qui agitent le corps avant de se figer dans la mort : les ultimes convulsions et la pseudoactivité du trépas.
[…] La musique incarne ainsi une vie faite de sursauts et de décomposition. Cette décomposition n’est pas traitée ou, pire, célébrée, en tant que processus naturel, mais plutôt suggérée par la fracture du son (c’est-à-dire par la modification « mélodique » du facteur de distorsion, dans le cas des événements percussifs, ou par le recours à la sourdine, etc.). »

L'œuvre est créée le 12 novembre 1984 au Théâtre du Rond-Point à Paris, par l'Ensemble intercontemporain sous la direction de Péter Eötvös.

## Discographie
- Mouvement (- vor der Erstarrung) - Consolation I & II, par l'ensemble Klangforum Wien sous la direction de Hans Zender, Kairos, 1998.
- Schwankungen am Rand ; Mouvement. - Zwei Gefühle, par l'Ensemble Modern sous la direction de Péter Eötvös, ECM Records, 2002.